# دادینگتون (چشر)
دادینگتون (به انگلیسی: Doddington) یک روستا و محله مدنی در بریتانیا است که در چشر شرقی واقع شده‌است.